# Українське товариство прихильників книги в Празі
Українське товариство прихильників книги в Празі — організація бібліографів, бібліотекарів, видавців і любителів книги, що діяла в Празі у 1927—1942 роках.

## Діяльність
Неперіодичний орган «Книголюб» (1927 — 32; 15 частин). З 1937 року Українське товариство прихильників книги співпрацювало з «Українською Книгою» у Львові. Товариство влаштовувало наукові сесії, виставки новин українського друку, видання окремих авторів, таборових видань, екслібрісів, українських видань в Америці і на Буковині, організувало виставку української графіки 19 — 20 ст. (1933) тощо; видало показник наукових праць еміграції. З 1934 року влаштовувано щорічні конкурси з відзначенням найкраще виданих 5 українських книг. Українське товариство прихильників книги мало близько 100 членів.
Голови товариства:
- Степан Сірополко (1927—1934)
- Володимир Січинський (1934—1942)